# Перальта-де-Алькофеа
Перальта-де-Алькофеа (ісп. Peralta de Alcofea) — муніципалітет в Іспанії, у складі автономної спільноти Арагон, у провінції Уеска. Населення — 639 осіб (2009).
Муніципалітет розташований на відстані близько 350 км на північний схід від Мадрида, 36 км на південний схід від Уески.
На території муніципалітету розташовані такі населені пункти: (дані про населення за 2009 рік)
- Лагунаррота: 108 осіб
- Перальта-де-Алькофеа: 431 особа
- Ель-Тормільйо: 79 осіб

## Демографія
Динаміка населення (INE ):

## Галерея зображень

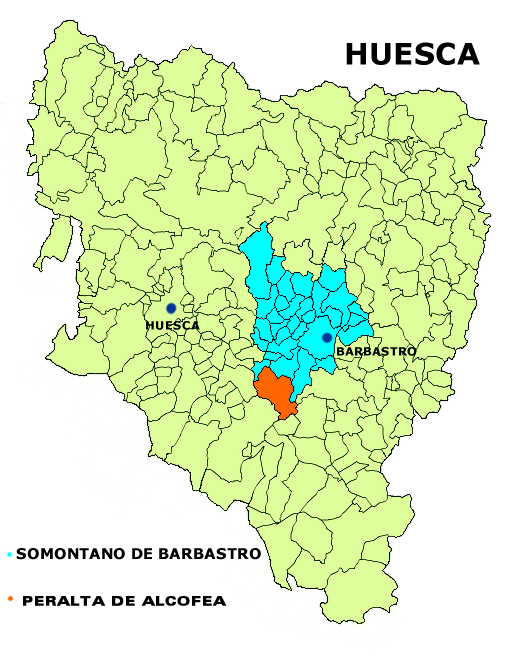
Розташування муніципалітету